# Conrado Welch
Conrado Heriberto Welch Shepperd (* 26. März 1908 in Valparaíso; † 1. Oktober 1954) war ein chilenischer Fußballspieler. Der Abwehrspieler lief in drei Länderspielen für Chile auf.

## Karriere

### Verein
Conrado Welch begann beim Club Deportivo Playa Ancha in der Jugend und schaffte dort den Sprung in die erste Mannschaft. 1928 wurde er mit dem Wechsel zu Everton zum Profi. 1929 erfolgte der Wechsel in die Hauptstadt zu Unión Española. 1933 schloss er sich der Amerika-Reise des Audax Italiano an, bei der der Klub italienischer Einwanderer gegen Teams aus Nord-, Mittel- und Südamerika spielte. In 59 Partien gelangen dem chilenischen Klub 47 Siege. Zurück in Chile spielte der Abwehrspieler bis zu seinem Karriereende 1938 für den CSD Colo-Colo. Mit den Albos gewann er die Meisterschaft 1937.

### Nationalmannschaft
Conrado Welch lief insgesamt in drei Länderspielen für die chilenische Nationalmannschaft auf. Sein Debüt gab er beim Campeonato Sudamericano 1935 unter Trainer Pedro Mazullo bei der 1:4-Niederlage gegen Argentinien. Nach zwei weiteren Niederlagen landete Welch mit der La Roja auf dem vierten und letzten Turnierplatz. Die 0:1-Niederlage gegen Peru war zugleich das letzte Länderspiel des Verteidigers.

## Erfolge
Colo-Colo
- Chilenischer Meister: 1937